# Червоний слід
Червоний слід (англ. Deathline) — канадійсько-нідерландський фантастичний бойовик 1997 року.

## Сюжет
Дія відбувається в Росії майбутнього. Американські контрабандисти Джон Вейд і Меррік перевозять партію комп'ютерних мікросхем. Але Меррік вирішує розпорядитися вантажем по-своєму і вбиває напарника з його дівчиною. Вищий чиновник російської поліції наказує оживити Вейда за допомогою новітніх технології. Влада розраховує що Вейд буде мстити і це призведе до знищення небезпечного бандитського угруповання.

## У ролях
| Актор              | Роль                       |
| ------------------ | -------------------------- |
| Рутгер Гауер       | Джон Андерсон Вейд         |
| Марк Дакаскос      | Меррік                     |
| Івонн Шио          | Марина К. / Катя           |
| Патрік Драйкаусс   | Мішка                      |
| Рендалл Вільям Кук | Ваня, Спеціальний прокурор |
| Майкл Мельманн     | Серж                       |
| Ільдіко Сюч        | Антонія                    |
| Іштван Каніжаі     | помічник прокурора         |
| Джон Томпсон       | Удо                        |
| Габор Петер Вінце  | лейтенант Ло               |
| Скотт Дж. Атеа     | Брест                      |
| Аттіла Арпа        | Ямото                      |
| Джек Осмонд        | вбивця                     |
| Роджер Ла Пейдж    | жебрак                     |
| Агнеш Банфальві    | президент                  |
| Габор Надь         | священик                   |
| Магда Шєєр         | консьєрж                   |
| Золтан Коппані     | Віго                       |
| Габор Кочо         | пілот, Руді                |
| Паль Макрані       | головний сміттяр           |